# ミュカレの戦い
ミュカレの戦い（ミュカレのたたかい、英：Battle of Mykale）はペルシア戦争において紀元前479年8月に小アジアのミュカレにおいて起こったギリシア連合軍とアケメネス朝ペルシアとの戦闘である。

## 背景
ミュカレはペルシア戦争の一環で行われた戦闘である。ここまでの経緯はペルシア戦争#経過を参照。

## 序章

サモス島・ミレトス・レーデ島・ミュカレ山のそれぞれの位置関係

ペルシア軍はギリシャ諸都市連合軍がサモス島接近しつつあるのを察知すると、サモスからイオニア本土に渡海して軍を動かした。当時の歴史家ヘロドトスは、ペルシア軍がイオニアに退いたのはギリシア海軍に勝てないと考えたからであるとしている。ペルシア軍は配下のフェニキア人部隊を解散させペルシア本軍をミュカレ山の麓の浅瀬に移動させた。ここにはクセルクセス１世が残していったペルシア軍の残存部隊が駐留していた。(率いていたのはイオニア守備軍の隊長Tigranesである。)ミュカレに集結した残存ペルシア軍は軍船を浜辺に引き上げ、簡素な砦・防御壁などを築き、間に合わせの港を構築しそれを防衛する準備をした。一方、ペルシア軍を追尾していたギリシャ軍は、ペルシアがイオニア本土に逃げ込んだことで、追尾を一旦取り止めざるを得なくなった。将軍らはその後の方針を話し合い、結局ギリシャ軍は再び海軍部隊を構成してイオニアに渡ることになった 。そしてギリシャ連合軍は海軍を以ってイオニアに進軍したものの、ペルシア軍は一向に向かって来ず、ミュカレに築城した砦・野営地に立て籠る構えを見せた。それゆえギリシャ軍を率いていたスパルタ王レオテュキデスは可能な限り野営地まで近づき、使者をもってしてイオニア人に下記のように呼びかけた。
 "Men of Ionia, you who hear us, understand what I say, for by no means will the Persians understand anything I charge you with when we join battle; first of all it is right for each man to remember his freedom and next the battle-cry Hebe: and let him who hears me tell him who has not heard it." 
ヘロドトスによれば、レオテュキデスの呼びかけには２つの意味が込められていたという。
1つ目は、イオニア人に対して(ペルシア軍にバレないように)『ギリシャ軍と共にペルシア軍と戦うよう呼びかける、またはペルシア軍に協力してギリシャ軍の敵とならないよう呼びかける』という目的。
2つ目は、『ペルシア軍に対してイオニア人に対する不信感を抱かせ内部崩壊させる』目的
である。
この呼びかけと後、ギリシャ連合軍は海軍の軍艦をミュカレの浜辺に引き上げて、ペルシア軍の野営地に攻撃を仕掛ける準備を始めた 。ペルシア軍は、自身の配下のサモス人増援部隊に不信感を抱き(サモス人はギリシャ人であるゆえ、ペルシアを裏切ってギリシャ連合軍に味方するのではないかと考えたからである)、彼らの武装を解除した 。さらにペルシア軍は、配下のミレトス人部隊をも不審に思い、彼らが裏切ったときに備えてミュカレから離れたところに布陣させ、街道沿いに陣取るよう命じた。ペルシア軍は上述の通り、自軍の中の不安要素を全て取り除き、野営地を放棄したうえでギリシャ連合軍との戦闘に備えた。ペルシア軍が堅固な野営地を放棄し会戦に臨もうとしたのは、ギリシャ軍の艦隊が比較的小規模であったため自信過剰になったからではないか？と考えられている
ヘロドトスによれば、ギリシャ連合軍がペルシア軍本営に向かって進軍していたとき、ペルシア軍内においてプラタイアの戦いでギリシャ軍がペルシア陸軍を叩きのめしたという噂が広まったそうだ; 。当時の歴史家の1人ディオドロスによれば、レオテュキデスが戦闘前にプラタイアでのギリシャの大勝の知らせを伝えたという 。どちらにせよ、プラタイアでの戦勝の知らせによりギリシャ軍の士気は高まったとされる。また他の歴史家の中には、プラタイアの戦いとミュカレの戦いは同じ日に行われたことを説明しようとする者もいる。そんな研究者の1人グリーン氏は、プラタイアでペルシア軍を打ち破ったスパルタの指導者パウサニアスは戦利品として勝ち取ったペルシア軍の狼煙を用いたことで、海を隔てた向こう側にいたレオテュキデスら率いるギリシャ海軍に戦勝を伝え、それが噂としてイオニアに布陣していたペルシア軍に知れ渡ったと考えている 。しかしながら、この説は１つの仮説に過ぎず、結論には至っていない。

## 戦いの経過
デロス島を訪れたレオテュキデス（アギス朝の王クレオメネス1世と組んでエウリュポン朝の先王デマラトスを追放し、スパルタ王位についた）率いるスパルタ海軍の許に、サモス島から使者が送られ、ペルシアに対する反乱の意図が伝えられた。この報を受けて、スパルタとアテナイの水軍はサモス島に上陸したが、ペルシア側は海戦を警戒してサモス島の防衛を放棄し、クセルクセス1世の命によってイオニアを防衛しているミュカレの駐屯軍に合流した。
ギリシア軍はミュカレに上陸し、対戦の準備を進めるペルシア軍と対峙した。この時、レオテュキデスはまだ勝敗が決していないギリシア本土でのプラタイアの戦いがギリシア方の勝利に終わったというデマを流し、軍の士気を上げた（後になってプラタイアの戦いはギリシア方の勝利に終わったことが知らされたため、レオテュキデスのデマは本当になった）。ペルシア軍は戦いに備えて反乱を警戒し、サモス人の武装を解き、イオニア人をミュカレ山頂に向かう街道警備に配置して本陣から遠ざけた。
アテナイ軍は、海岸沿いの平地を進んでペルシア本陣に進撃したが、スパルタ軍は丘陵部から迂回して本陣に接近したので、戦闘が開始された時にはスパルタ軍は参戦していなかった。アテナイ軍、コリントス軍、シキュオン軍、トロイゼン軍はスパルタに手柄を譲るまいと奮戦し、防壁を突破してペルシア人以外の異国人で構成された兵を潰走させた。ペルシア人からなる陸上部隊は最後まで戦い続けたが、スパルタとサモスの参戦もあって殲滅された。敗走したペルシア軍はイオニアの警備部隊を頼ったが、彼らはペルシア軍をギリシア軍の陣に誘導し、自らもギリシア側に加担してこれを殺戮した。

## 戦いの影響
同日のプラタイアの戦いによってギリシア本土のペルシア勢力は一掃され、この戦いによってイオニアにおけるペルシアの影響力が失われた。戦闘の後、イオニアは本格的に再建され、再びギリシア世界に組み込まれた。
ギリシア軍は、カリア、ヘレスポントス（現ダーダネルス海峡）、キプロスにまで侵攻したが、戦争はしばらくの間続き、ペルシア軍はトラキアからフリュギアに留まり続けた。